# ファウラー法
ファウラー法 (Fowlar process) は、炭化水素もしくは部分的にフッ素化されたそれらの誘導体を気体状態でフッ化コバルト(III) と反応させることにより、フルオロカーボン類を合成する方法である。

## 背景
マンハッタン計画では、ウラン濃縮のため、六フッ化ウランの製造方法とそれを安全に取り扱うための方法が必要とされていた。六フッ化ウランは昇華点56°Cの揮発性がある固体で、腐食性・酸化力が強い。この物質を取り扱うため、接触しても腐食を受けない冷却液など、新しい材料が求められていた。ペルフルオロカーボンが理想的な物質であることがわかったが、それらを大量に製造するための方法は知られていなかった。
問題はフッ素ガスの反応性が高すぎるところにあり、単純に炭化水素とフッ素を混合すると発火が起きる。そのため、より穏やかな反応が探索され、開発されたのはフッ化コバルト(III) と炭化水素を反応させる方法であった。
第二次世界大戦のあと、秘匿されていた多くの技術がパブリックドメインとして開示された。Industrial & Engineering Chemistry （産業および工業化学）誌の1947年3月号ではフッ素化学が特集され、フッ素ガスの製造法や取り扱い法、有機フッ素化合物の合成法などの論文が掲載された。その中の一報で、ファウラーらは、炭化水素とフッ化コバルト(III) の気相反応によるペルフルオロカーボン類のパイロットプラント規模での合成法、特にペルフルオロヘプタンおよびペルフルオロジメチルシクロヘキサン（1,3-体と1,4-体の混合物）の製法を報告した。また、デュポン社による工業的規模での製造法も寄稿された。

## 化学
ファウラー法は通常二段階の過程である。どちらの段階も高温で行われる。第一段階はフッ化コバルト(II) のフッ素化によるフッ化コバルト(III) の合成である。
{\displaystyle {\ce {2CoF2\ + F2 -> 2CoF3}}}
第二段階では原料となる炭化水素をフッ化コバルト(III) と反応させ、ペルフルオロカーボンを得る。このときフッ化コバルト(III) はフッ化コバルト(II) となる。ペルフルオロヘキサンの例を示す。
{\displaystyle {\ce {C6H14\ + 28CoF3 -> C6F14\ + 14HF}}}
反応はカルボカチオンを含む1電子移動を伴う。このカルボカチオン中間体は容易に転位を起こすため、生成物は複雑な混合物となりやすい。

## 原料
一般的には炭化水素が原料となる。環状のペルフルオロカーボンには、芳香族炭化水素を原料とすることができる。たとえばトルエンからはペルフルオロメチルシクロヘキサンが得られ、メチルシクロヘキサンを原料とするよりも必要なフッ素が少なくなる。部分的にフッ素化された炭化水素誘導体が原料として使われることもあり、たとえばペルフルオロ-1,3-ジメチルシクロヘキサンは1,3-ビス（トリフルオロメチル）ベンゼンから製造される。そのような原料は高価であるものの、反応のためのフッ素の量を減らすことができ、また、より重要視される点として、カルボカチオンの転位が抑えられるため収率が高くなる。

## 工業
イギリスの化学会社インペリアル・ケミカル・インダストリーズ社 (ICI) もまた、戦時中にアメリカ合衆国での研究を端緒としてフッ化コバルト(III) を利用した技術を開発していた。のちにインペリアル・スメルティング社 (ISC) によってブリストル近郊のエイヴォンマウスで工業化され、製品には「フルーテック (Flutec)」と名づけられた。最初はパイロットプラントで製造が行われたことから、PP1、PP2、PP3などの名称が与えられ、その後も同じ呼び名が使われ続けている。
ISC社は1973年にRTZ社に吸収され、フッ化コバルト(III) に関わる業務は1988年にローヌ・プーラン社へと移管された。フルーテック製造業務は主要用途がなくなったために縮小の傾向を見せ、リフロー方式による表面実装（はんだ付け）へと転換された。その6年後、フルーテック製造記述はBNFLフルオロケミカル社によって買い取られ、医療向けなど新たな用途での開発が行われている。BNFLフルオロケミカル社は1998年にF2ケミカル社となった。